# 柳澤桂子
柳澤 桂子（やなぎさわ けいこ、1938年1月12日-　）は、日本の生命科学者、サイエンスライター、ジャーナリスト、エッセイスト、歌人、お茶の水大学名誉博士。

## 来歴・人物

### 誕生・女性生命学者として
1938年、東京都にて、生物学者の父・小野記彦と母・キクとの間に生まれる。お茶の水大学理学部植物学科入学、3年生の頃アメリカ・コロンビア大学の遺伝学研究生・柳澤嘉一郎と婚約。本人も卒業後渡米し、コロンビア大学動物学部大学院に入学、嘉一郎と学生結婚。大腸菌の研究で博士号を取得し、1963年帰国。当時、奇遇にも同じ名である中村桂子とともに、気鋭の女性生命科学者として知られ、1960年代にジェームズ・ワトソン、フランシス・クリック両氏によって発見されたDNAの二重らせん構造は柳澤・中村によって日本にて報告された。

### 闘病生活
帰国後、1963年、慶應義塾大学医学部分子生物学教室助手をつとめたのち、長男と長女を出産（長男は生物学者の柳澤純）。育児中の31歳の頃、38℃近くの微熱、眩暈、嘔吐に見舞われ慶應義塾大学病院に入院。自律神経失調症と診断されるが、服薬による改善は見込めず、それ以後、約2週間にわたる発病が約1ヶ月毎周期的に繰り返される難病に、現在にわたり苛まれる。柳澤は病気による身体的な苦しみのみならず、専門医からも精神的なものであると侮辱される二重苦を味わうこととなる。1971年、三菱化成生命科学研究所副主任研究員に着任、1975年には主任を務め、マウスのＴ遺伝子座の研究など発生学研究の第一線で国際的に活躍し、数々の成果を挙げる。しかし病によりある日倒れ、婦人科にて子宮内膜症と診断され、子宮を摘出することとなった。子宮内膜症はメスとの相性が悪く、柳澤はこの手術をきっかけに、他の病気を次々と誘発することとなった。症状はおさまらず、他科の教授から慢性膵炎という診断され治療を受けるも、またも回復の前途は見込めなかった。各科の医師からは心気的なものとして無下にあしらわれ、苦しさのあまり救急で受診すると、医師から罵倒・放置されたこともあった。当時柳澤は追い詰められ、鬱状態になり、自死も考えるようになったという。休職が長引くことから、やむを得ず1983年、研究所を退職となる。

### 作家・歌人として
その後、作家・サイエンスライター・歌人へと転身し、医療問題・生命科学へアプローチした執筆活動を行う。病の淵より深く洞察したそのアプローチから、2004年上梓された『生きて死ぬ智慧』（小学館）は80万部を超えるベストセラーとなった。
また1999年、金沢大学の佐藤保により周期性嘔吐症候群と診断され、千葉市の精神科医からSSRIを投与されたところ、症状が初めて緩和する。またその後、平塚共済病院脳神経外科医の篠永正道により、脳脊髄液減少症と診断を受け、さらに改善した。テレビ、ラジオ、雑誌などのマスメディア出演でも活躍。

## 略歴
- 1956年-東京都立戸山高等学校卒業[7]
- 1960年-お茶の水女子大学理学部植物学科卒業[2]
- 1963年5月-コロンビア大学動物学科大学院修了Ph.D.取得[8]
- 1963年11月-慶應義塾大学医学部分子生物学教室助手（1965年まで）
- 1969年-このころ原因不明の難病を発病し、最初の入院
- 1971年-三菱化成生命科学研究所副主任研究員
- 1975年-同主任研究員。東北大学が理学博士号を授与[9]
- 1977年-このころより入退院を繰り返す
- 1983年-三菱化成生命科学研究所退職
- 1986年-短歌を始め、「音」短歌会に入会
- 1994年-『卵が私になるまで』で第10回講談社出版文化賞科学出版賞受賞[10]
- 1994年-『お母さんが 話してくれた 生命の歴史 4巻』産経児童出版文化賞受賞[11]
- 1996年-『二重らせんの私』で第44回日本エッセイスト・クラブ賞受賞[12]
- 1999年-NHK「ドキュメントにっぽん」の「いのち再び」で闘病する姿が放送
- 1999年-日本女性科学者の会功労賞受賞[13]
- 2001年-NHK「ETV2001」～いのちの対話（ピアニスト梯剛之との対話）が放送
- 2002年7月-お茶の水女子大学が名誉博士称号を授与[14]
- 2007年-『般若心経　いのちの対話』（文藝春秋2006年12月号での玄侑宗久との対談）で文藝春秋読者賞受賞[15]

## 受賞歴
- 1994年-講談社出版文化賞科学出版賞[10]
- 1994年-産経児童出版文化賞[11]
- 1996年-日本エッセイスト・クラブ賞[12]
- 1999年-日本女性科学者の会功労賞[13]
- 2007年-文藝春秋読者賞（玄侑宗久と共同受賞）[15]

## 著作
- 『愛をこめいのち見つめて 書簡集病床からガンの友へ』主婦の友社 1986　のち集英社文庫
- 『いのち　科学者からの手紙』桑原伸之絵 ほるぷ出版(1986年)
- 『木仏』玉井司絵 リブロポート 1987
- 『死を見つめて生きる 続・愛をこめいのち見つめて』主婦の友社 1987
- 『放射能はなぜこわい 生命科学の視点から』地湧社 1988　「いのちと放射能」ちくま文庫
- 『「いのち」とはなにか 生命科学への招待』講談社 1989　のち講談社学術文庫
- 『意識の進化とDNA』地湧社(1991年)　のち集英社文庫
- 『認められぬ病 現代医療への根源的問い』山手書房新社 1992　のち中公文庫
- 『いのちと医療 「認められぬ病」を超えて』山手書房新社 1993
- 『お母さんが話してくれた生命の歴史』全4巻　朝倉まり絵 岩波書店 1993
- 『卵が私になるまで 発生の物語』新潮選書 1993
- 『いのちとリズム 無限の繰り返しの中で』中公新書 1994
- 『二重らせんの私 生命科学者の生まれるまで』早川書房 1995　のち文庫
- 『脳が考える脳 「想像力」のふしぎ』講談社ブルーバックス 1995
- 『遺伝子医療への警鐘』岩波書店 1996　のち岩波現代文庫
- 『安らぎの生命科学』ハヤカワ文庫(1996年)
- 『左右を決める遺伝子 からだの非対称性はなぜ生じるのか』講談社ブルーバックス 1997
- 『生命の奇跡 DNAから私へ』PHP新書 1997
- 『われわれはなぜ死ぬのか 死の生命科学』草思社 1997　のちちくま文庫
- 『癒されて生きる 女性生命科学者の心の旅路』岩波書店 1998　のち岩波現代文庫
- 『生と死が創るもの』草思社 1998　のちちくま文庫
- 『冬樹々のいのち』歌 赤勘兵衛画 草思社 1998
- 『生命の不思議』日本放送出版協会 2000　のち集英社文庫
- 『ふたたびの生』草思社(1999年)
- 『いのちの始まりと終わりに』草思社 2001
- 『ヒトゲノムとあなた 遺伝子を読み解く』集英社 2001　のち文庫
- 『いのちの音がきこえますか 女子高生のための生命科学の本』ユック舎 2002
- 『いのちの声 柳澤桂子歌集』河出書房新社 2002
- 『いのちの時』角川春樹事務所 ランティエ叢書 2002
- 『すべてのいのちが愛おしい 生命科学者から孫への手紙』赤勘兵衛絵 PHP研究所 2002　のち集英社文庫
- 『やがて幸福の糧になる』ポプラ社 2002
- 『患者の孤独 心の通う医師を求めて』草思社 2003
- 『生命の秘密』岩波書店 グーテンベルクの森 2003
- 『母なる大地』新潮社(2004年)　のち文庫
- 『いのちの日記 神の前に、神とともに、神なしに生きる』小学館 2005
- 『生きて死ぬ智慧 愛蔵版DVD book』堀文子画 小学館 2005
- 『いのちのことば』集英社(2006年)
- 『永遠のなかに生きる』集英社 2006　のち文庫
- 『世界遺産東寺』立木義浩写真 インデックス 2007
- 『萩 柳澤桂子歌集』角川書店 音叢書 2007
- 『日本人への祈り』角川春樹事務所 2008
- 『いのちと環境 人類は生き残れるか』ちくまプリマー新書 2011
- 『四季 歌集』角川書店 2012
- 『戦争体験を語れる最後の世代を生きて』（岩波書店、『図書』2017年8月号）[16]

### 共著
- 『生きて死ぬ智慧』堀文子共著 小学館 2004
- 『露の身ながら いのちへの対話 往復書簡』多田富雄共著 集英社 2004　のち文庫
- 『1/4の奇跡 「強者」を救う「弱者」の話』山元加津子,四方哲也,新原豊共著 マキノ出版 2010

### 翻訳
- J.M.Barry『分子生物学 遺伝子とその作用機構』渡辺格共訳 共立出版 モダンバイオロジーシリーズ 1965
- ハスコウィッツ『現代遺伝学』柳沢嘉一郎共訳 岩波書店 1970
- ステント『進歩の終焉 来るべき黄金時代』渡辺格,生松敬三共訳 みすず書房 みすず科学ライブラリー 1972
- G.S.ステント『バクテリオファージ その分子生物学』渡辺格,三宅端共訳 岩波書店 1972
- K.シコラ,H.M.スメドレイ『単クローン抗体の臨床応用』講談社 1985
- フラン・ボークウィル文 ミック・ロルフ絵『ぼくらDNAたんけんたい』全4巻 岩波書店 2003
- 『よく生きる智慧』訳著 小学館 2008

## 関連書籍
- 『文藝別冊 柳澤桂子 生命科学者からのおくりもの』河出書房新社(2001年)

## 出演
- NHKスペシャル「驚異の小宇宙 人体III 遺伝子」第6集 「パンドラの箱は開かれた〜未来人の設計図〜」（NHK総合、1999年8月11日放送）
- 「ドキュメントにっぽん」の「いのち再び」（Eテレ 、1999年）
- ETV2001～いのちの対話（Eテレ 、2001年）-ピアニスト梯剛之との対話
- ハイビジョン特集「いのちで読む般若心経　生命科学者　柳澤桂子」（NHK BSプレミアム、2005年）[17]
- SWITCHインタビュー 達人達「福島智×柳澤桂子」（Eテレ 、2017年4月）[18]